# Grande Nevasca de 1888

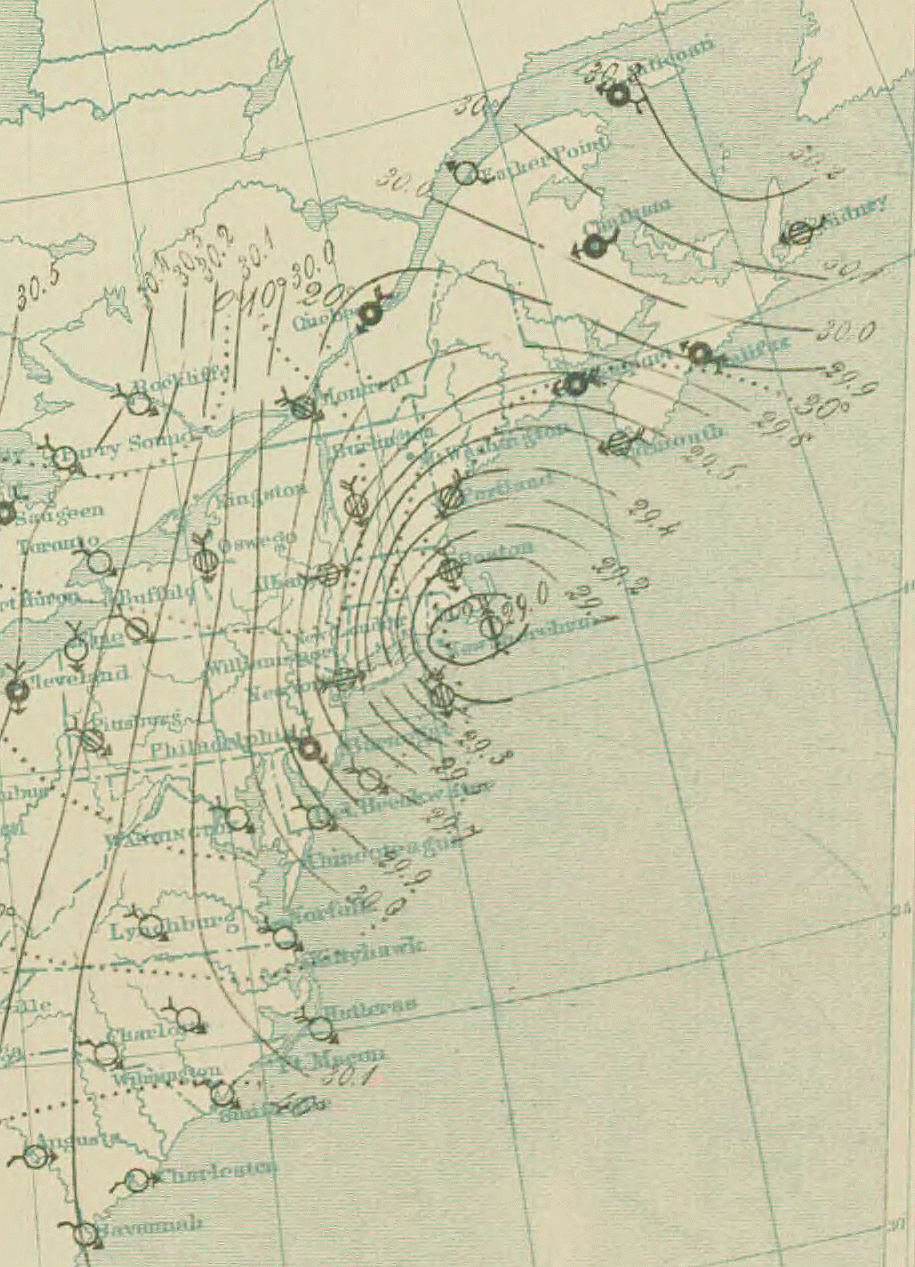
Análise da Nevasca em 12 de março de 1888 às 22h

A Grande Nevasca de 1888 (durante os dias 11 a 14 de Março de 1888) foi uma das mais severas nevascas dos Estados Unidos da América, sendo um recorde histórico. A camada de neve atingiu 102–127 cm de espessura em partes de Nova Jérsei, Nova Iorque, Massachusetts e Connecticut, com ventos sustentados de mais 72 km/h produzindo nevascas com 15 m de altura. O sistema ferroviário foi encerrado e as pessoas ficaram confinadas a suas casas por uma semana.

## Detalhes da tempestade
O tempo estava excepcionalmente ameno pouco antes da nevasca, com fortes chuvas que viraram neve à medida que as temperaturas caíam rapidamente. A tempestade começou para valer pouco depois da meia-noite de 12 de março e continuou inabalável por um dia inteiro e meio. Em um artigo de 2007, o Serviço Meteorológico Nacional estimou até 130 cm de neve em partes de Connecticut e Massachusetts, enquanto partes de Nova Jersey e Nova York tinham até 100 cm. A maior parte do norte de Vermont recebeu de 51 cm a 76 cm.
Os desvios foram em média de 9,1 a 12,2 m, sobre os topos das casas de Nova York à Nova Inglaterra, com relatos de desvios cobrindo casas de três andares. A maior deriva foi registrada em Gravesend, Brooklyn a 16 metros. 150 cm de neve caíram em Saratoga Springs, Nova York; 48 120 cm em Albany, Nova York; 110 cm em New Haven, Connecticut; e 56 cm na cidade de Nova York. A tempestade também produziu ventos fortes; Foram relatadas rajadas de vento de 129 km/h, embora o maior relatório oficial na cidade de Nova York tenha sido de 64 km/h, com uma rajada de 87 km/h relatada em Block Island. O Observatório do Central Park de Nova York relatou uma temperatura mínima de −14 °C e uma média diurna de −13 °C em 13 de março, a mais fria de todos os tempos.

## Imagens

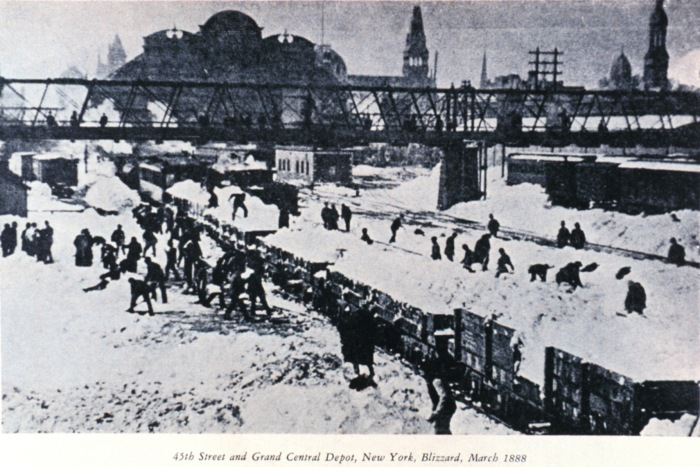
45th Street and Grand Central Depot, Manhattan, 12 de março
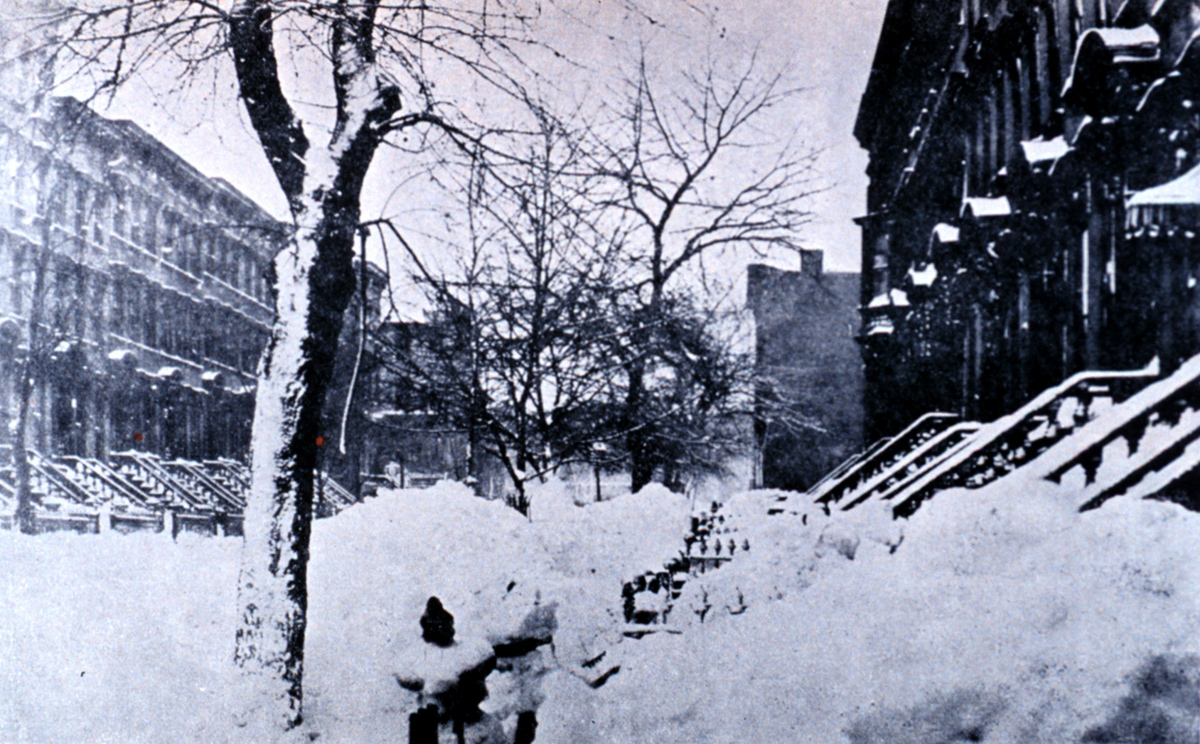
Park Place in Brooklyn, 14 de março
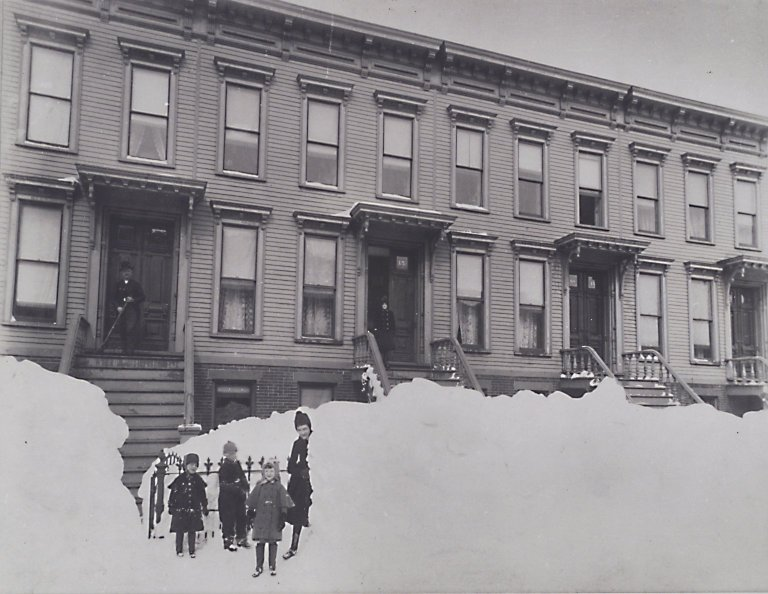
Crianças do Brooklyn após a nevasca
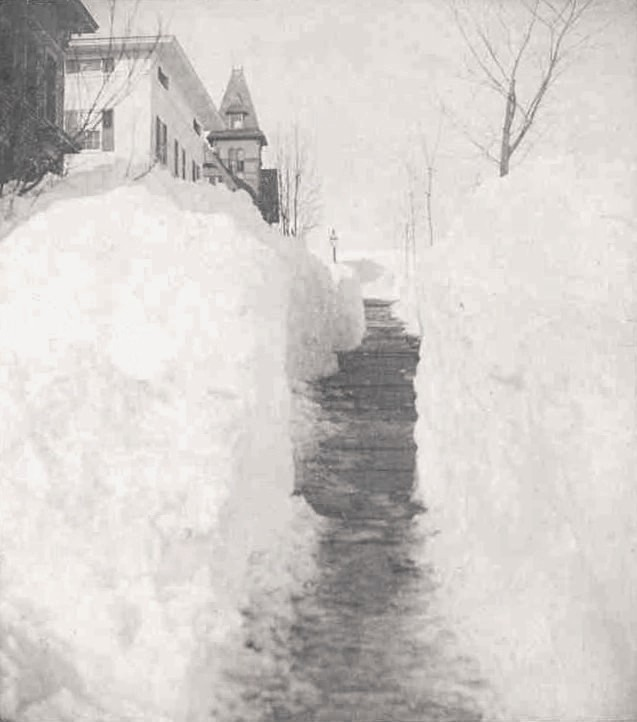
New Britain, Connecticut, 13 março
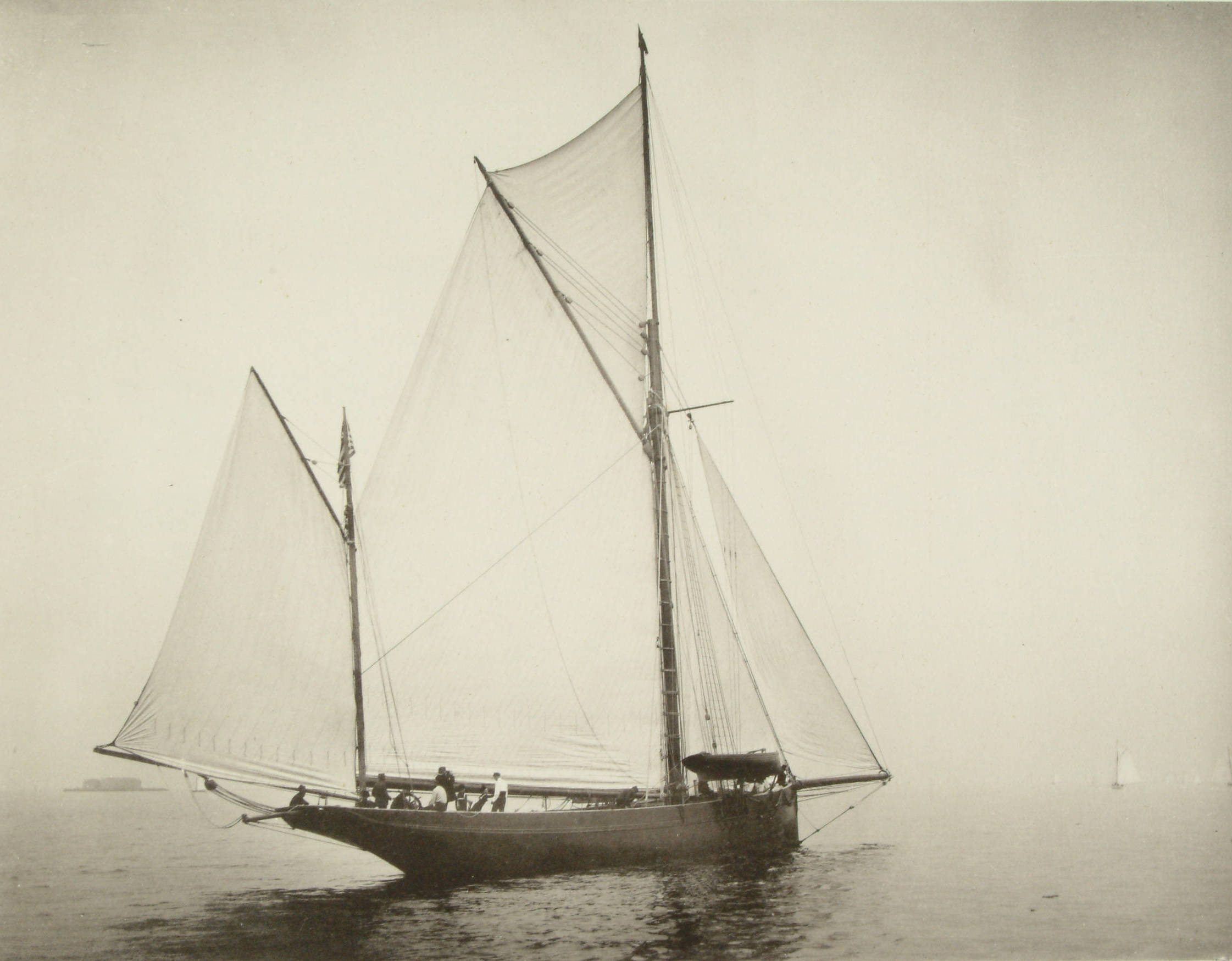
Cythera, perdido com todos a bordo na nevasca
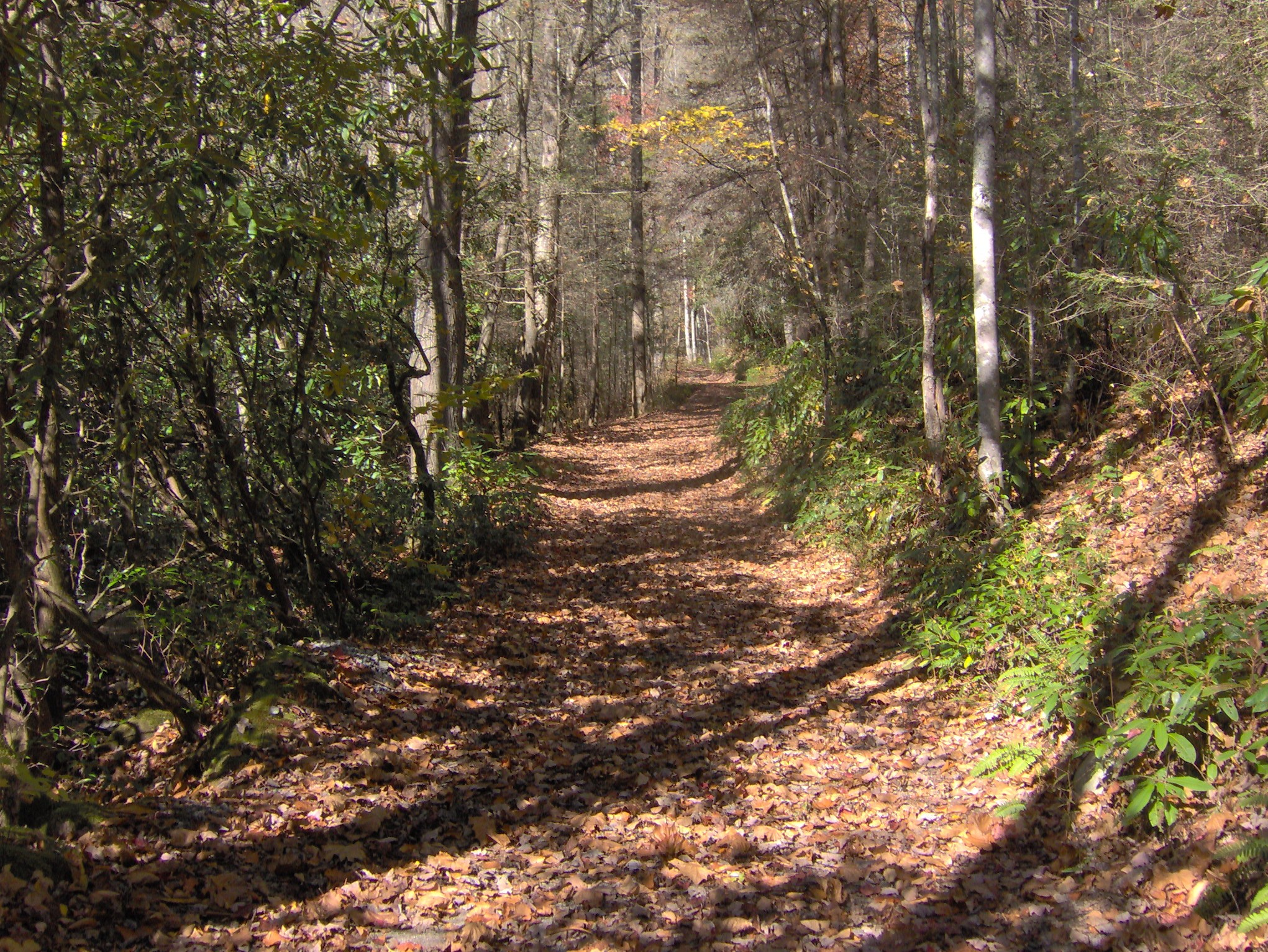
Trilha do Vale do Osso, onde um rebanho de gado congelou
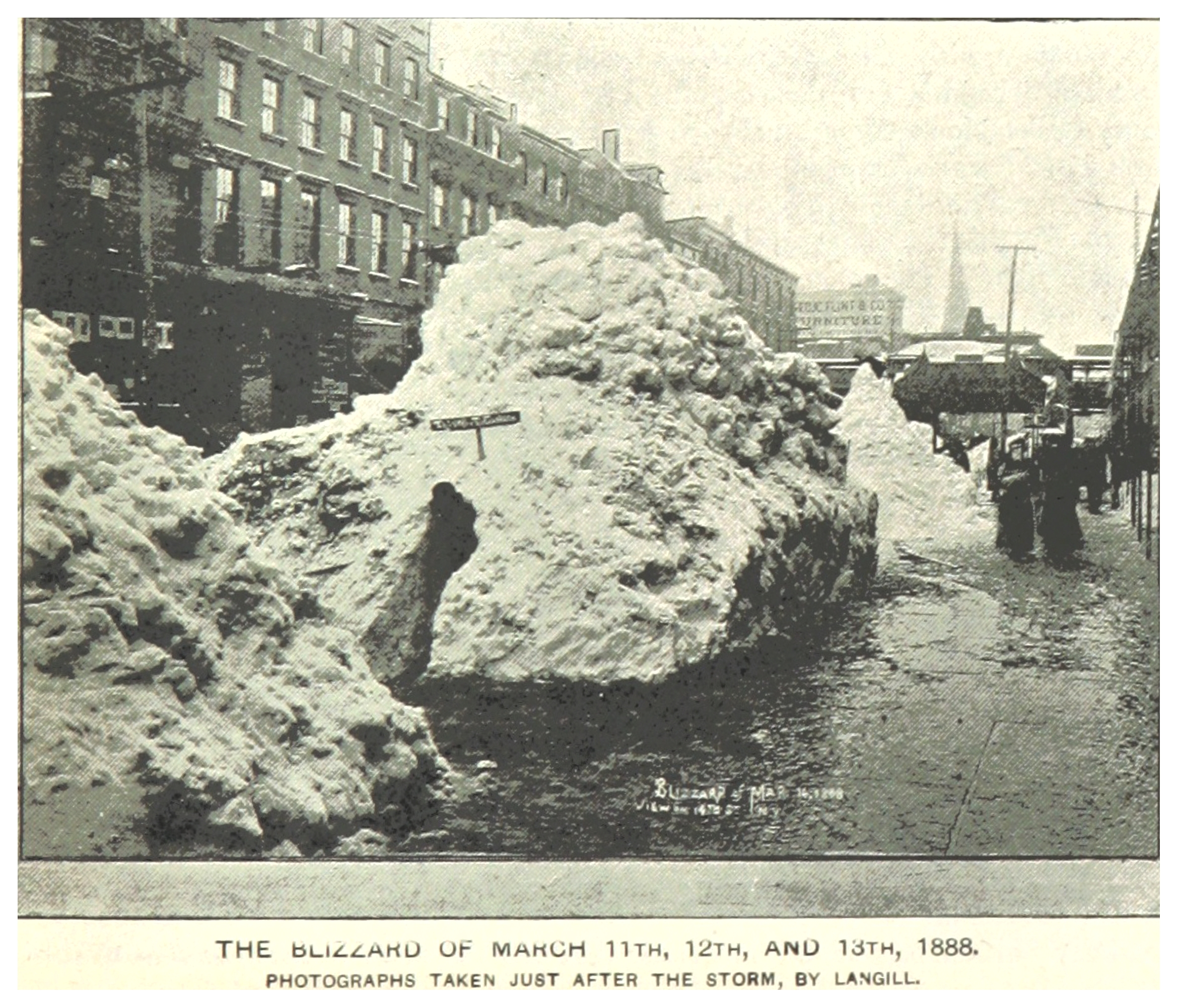
14th Street, New York City, "logo após a tempestade" (14 de março)
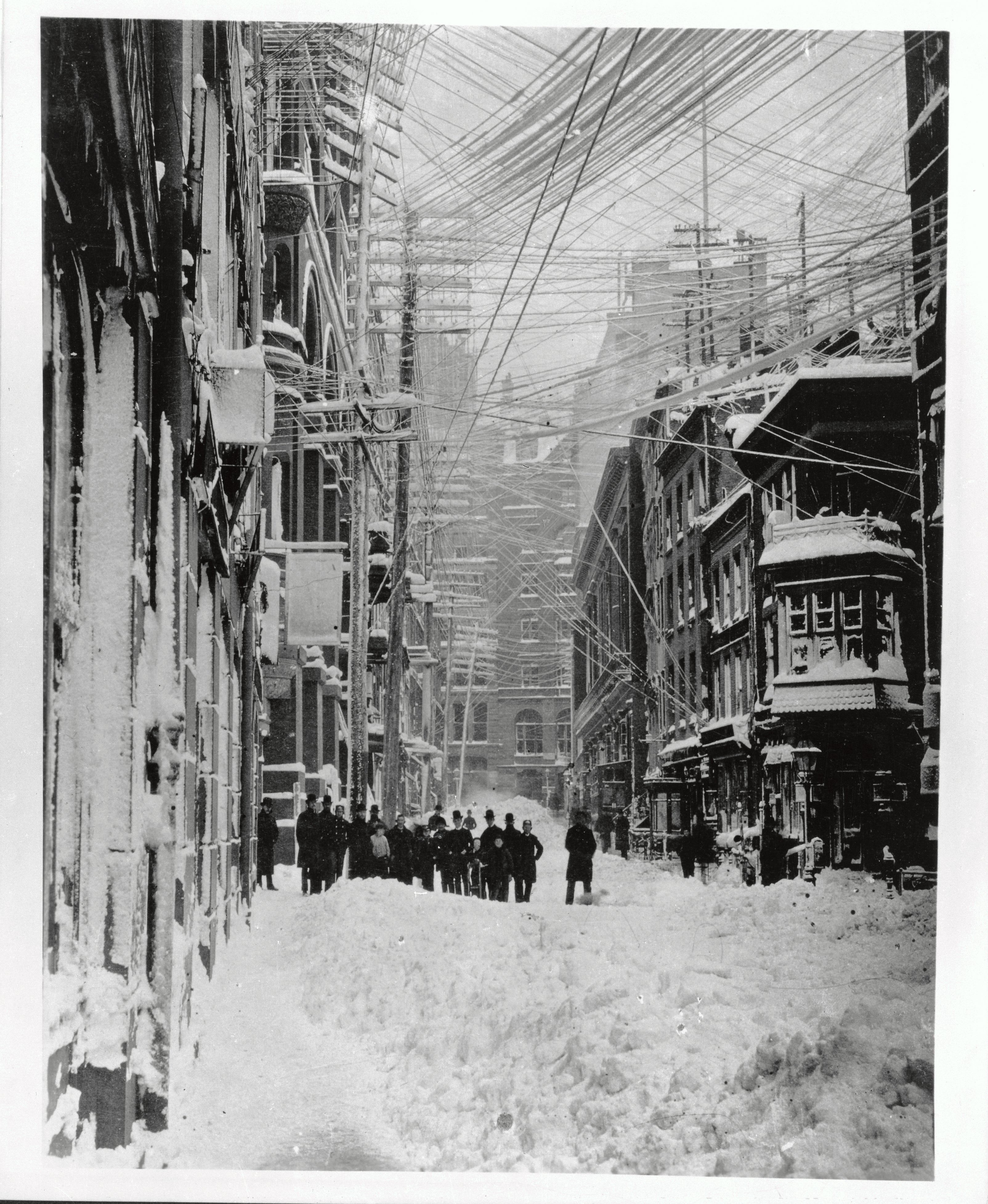
Ruas em Nova York enquanto a tempestade se abateu. Muitos fios elétricos quebraram e representaram um perigo para os moradores da cidade.
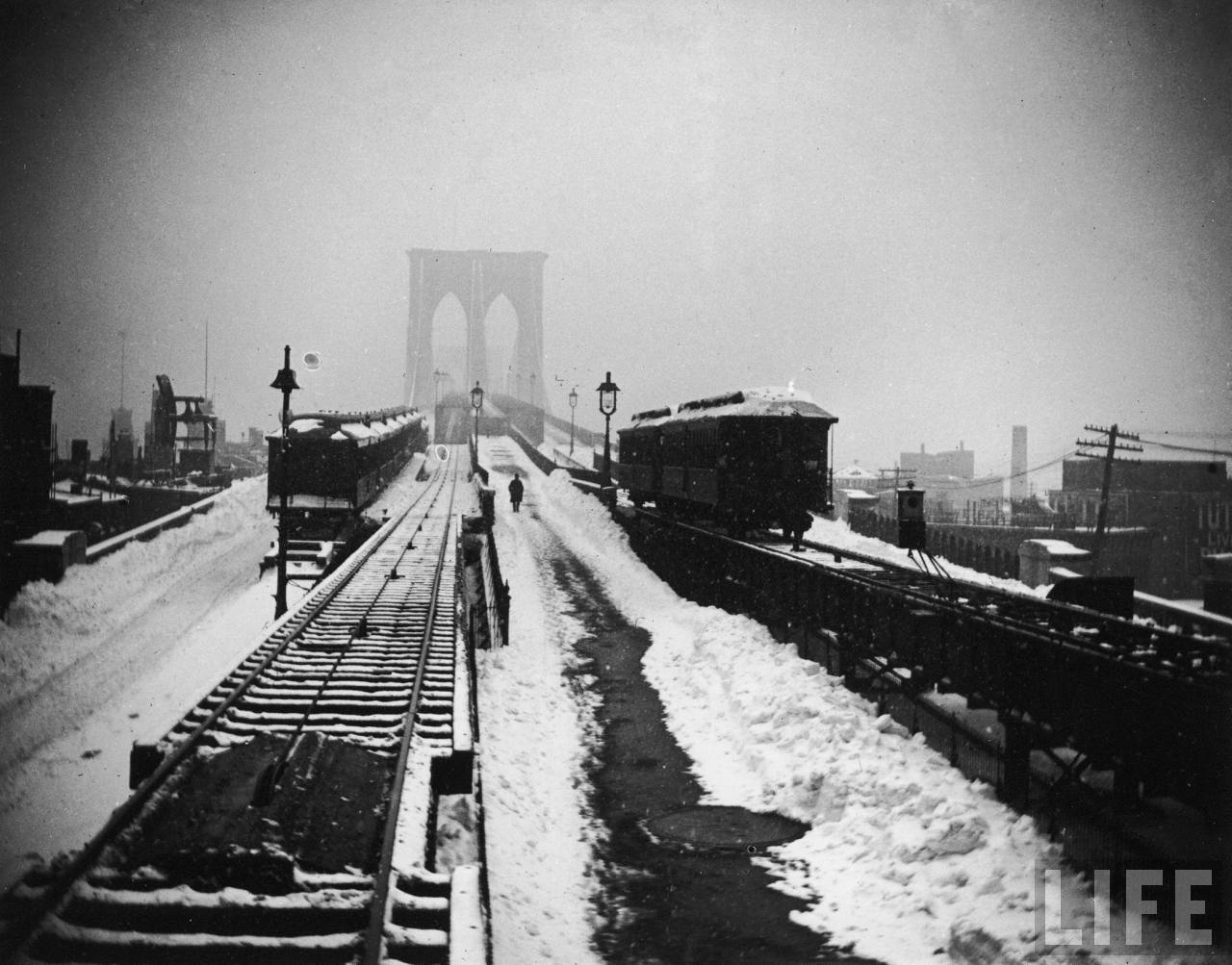
Ponte do Brooklyn durante a nevasca